# Петър Попзлатев (режисьор)
Вижте пояснителната страница за други личности с името Петър Попзлатев.
Петър Златев Попзлатев е български режисьор.

## Биография
Учи в Сорбоната и института „Луи Люмиер“ (завършва го през 1978 г.). Пробива в киното с документалния „Труден избор“. Първият му игрален филм е „Аз, Графинята“, който печели награда за най-добър пълнометражен филм в Торино (1989); голяма награда на журито в Анже (1990); „Сребърен делфин“ за режисура и „Сребърен делфин“ за операторско майсторство (1990) на Фестроя в Сетубал, Португалия; награда на ФИПРЕСИ (1989) и награда за женска роля на Червенокръсткия фестивал във Варна (1989).
Режисира и продуцира и българо-френските копродукции „Нещо във въздуха“ (награда на европейските филморазпространители в Кан 1993) и „И Господ слезе да ни види“ (награда за режисура, награда на филмовата критика и награда за най-добра адаптация на литературно произведение на фестивала на българското игрално кино „Златна Роза“ 2004).

## Филмография
- „Труден избор“ (1982) – документален
- „Бащи от бронз“ (1984) – документален
- „Коми, хората“ (1985) – документален
- „Процесът“ (1986) – документален
- „Чужденецът“ (1987) – документален
- „Авторът... модела“ (1988) – документален
- „Аз, Графинята“ (1989)
- „Нещо във въздуха“ (1993)
- „И Господ слезе да ни види“ (2003)
- „Нашите деца“ (2005) – документален
- „Аз съм ти“ (2012)
- „Времето е наше“ (2018)